# Улица Централтиргус
Улица Це́нтралтиргус (латыш. Centrāltirgus iela) — улица в Латгальском предместье города Риги, в историческом районе Московский форштадт, рядом с Центральным рынком. Пролегает по берегу городского канала (вдоль так называемого Карлова бассейна), по другую сторону которого расположен городской автовокзал. Ведёт в юго-западном направлении от улицы Прагас до улицы Ластадияс, с другими улицами не пересекается.

## История
Улица Централтиргус появилась в начале 1930-х годов, после постройки корпусов Центрального рынка (латыш. Centrāltirgus, открыт в 1930), в честь которого и получила своё название. Оно было официально утверждено в 1932 году. Первоначально улица Централтиргус начиналась от улицы Гоголя (ныне улица Эмилии Беньямин); в последующем участок между улицами Гоголя и Прагас стал частью территории рынка.
В годы немецкой оккупации (1941—1944) улица именовалась Zentralmarktstraße. В 1950 году была переименована в улицу Колхозниеку (латыш. Kolhoznieku iela — дословно улица Колхозников), поскольку и сам рынок в 1949 году стал называться «колхозным». Первоначальное название улицы было восстановлено в 1990 году.

## Транспорт
Длина улицы Централтиргус составляет 244 метра. По улице на всём протяжении проходит двухпутная трамвайная линия, используемая несколькими маршрутами. Имеется остановка «Centrāltirgus», являющаяся для маршрутов № 2 и 10 конечной.
Проезжая часть улицы асфальтирована, зона трамвайной линии замощена булыжником. Разрешено движение в обоих направлениях.

## Примечательные объекты
Все здания с адресами по улице Централтиргус относятся к Центральному рынку. В первую очередь это дом № 1 («большой», мясной павильон) и дом № 3, корпуса с 1 по 4 — остальные крупные павильоны рынка, являющиеся единым охраняемым памятником архитектуры государственного значения. Кроме того, к улице относится также несколько более мелких зданий.
На берегу Карлова бассейна вдоль улицы был устроен причал, игравший важную роль для доставки товаров на рынок водным путём. Посредством туннелей, проходящих под улицей Централтиргус, причал был соединён с подземными хранилищами рынка. В настоящее время бассейн отгорожен от бывшего причала высоким парапетом, а доставка товаров к тем же туннелям производится автомобильным транспортом, спускающимся от проезжей части по пандусам.

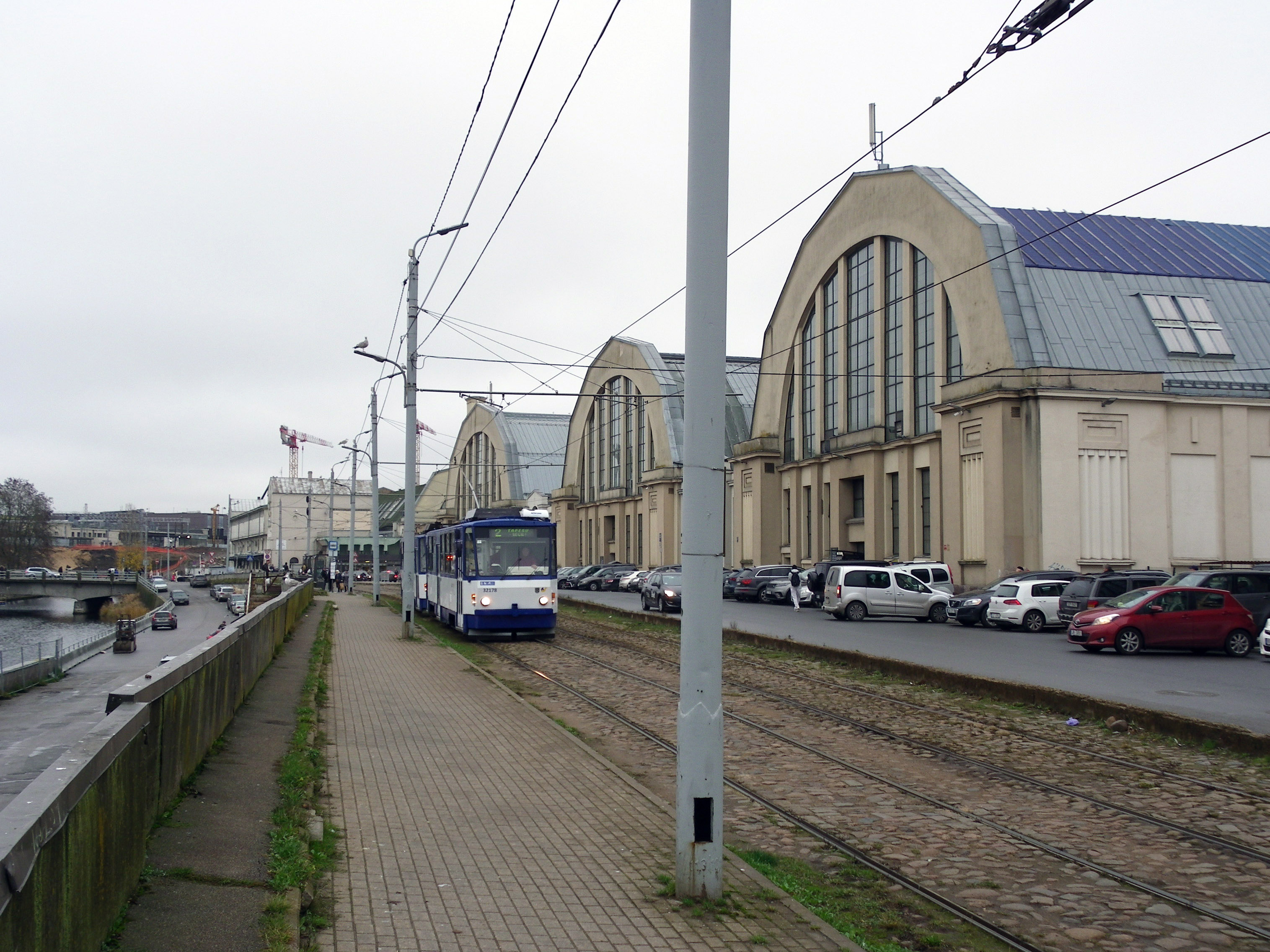
Вид от улицы Ластадияс
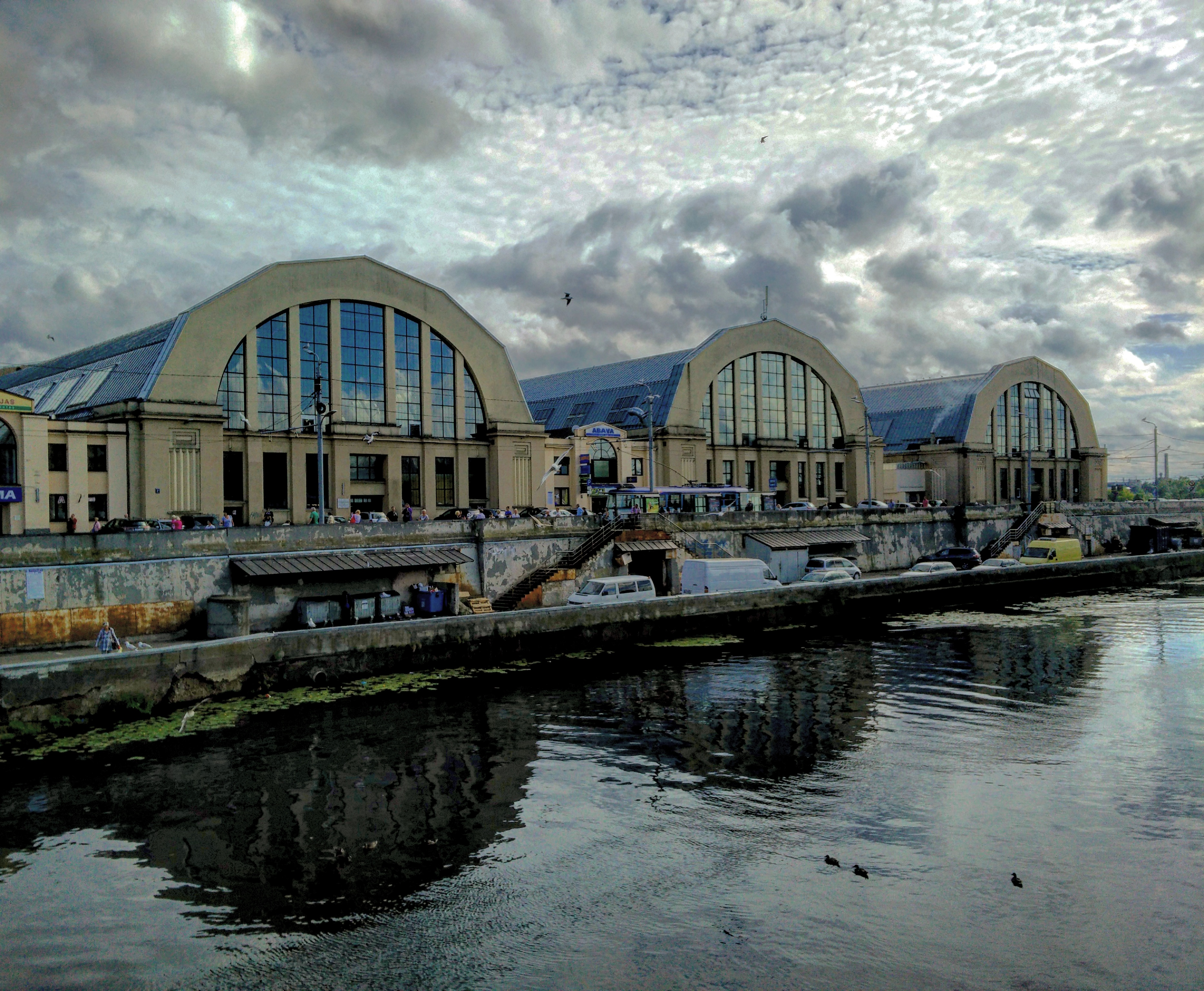
Вид со стороны канала
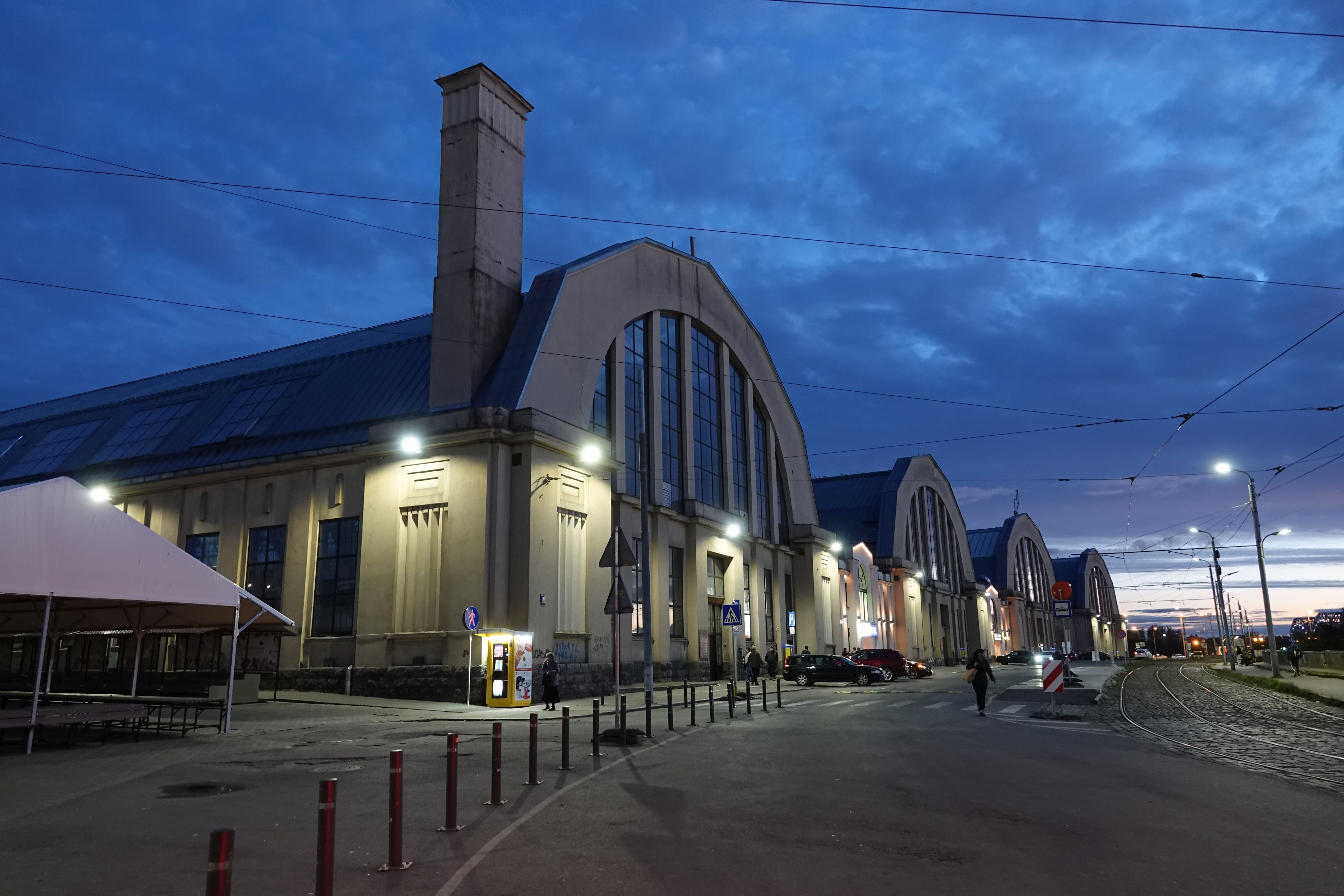
Вечерний вид